# 빌 데몽
빌 데몽(영어: Bill Demong)으로 잘 알려진 윌리엄 데몽(영어: Wiliam Demong, 1980년 3월 29일~)은 미국의 전직 노르딕 복합 선수이다. 17세 때 처음으로 미국 노르딕 복합 국가대표 선수가 되어 올림픽에 5회 참가하였으며, 2010년 동계 올림픽 노르딕 복합 라지힐 개인전에서 금메달, 단체전에서 은메달을 획득했다. 미국 선수가 동계 올림픽의 알파인 스키 종목에서는 많은 금메달을 얻었으나, 노르딕 스키 종목에서는 그가 처음으로 금메달을 획득했다.
2015년 월드컵을 마지막으로 현역에서 은퇴했으며, 현재 미국 스키 연맹 이사로 재직 중이다.